# II. regionalna nogometna liga Bjelovar 1984./85.
II. regionalna nogometna liga Bjelovar, također i kao Druga regionalna liga Bjelovar, Regionalna liga Bjelovar, II. regija NZZR – Liga ZO Bjelovar, Liga Zajednice općina Bjelovar, za sezonu 1984./85. je predstavljala ligu četvrtog stupnja nogometnog prvenstva Jugoslavije. 
 
Sudjelovalo je 14 klubova, a prvak je bio "5. maj – Mladost" iz Ždralova. 

## Ljestvica
| mj. | klub                          | ut. | pob. | ner. | por. | gol+ | gol- | bod |
| --- | ----------------------------- | --- | ---- | ---- | ---- | ---- | ---- | --- |
| 1.  | 5. maj – Mladost Ždralovi     | 26  | 19   | 1    | 6    | 52   | 18   | 39  |
| 2.  | Lokomotiva Koprivnica         | 26  | 16   | 4    | 6    | 46   | 27   | 36  |
| 3.  | Pitomača                      | 26  | 15   | 5    | 6    | 53   | 33   | 35  |
| 4.  | Daruvar                       | 26  | 12   | 7    | 7    | 47   | 32   | 31  |
| 5.  | Partizan Suhopolje            | 26  | 12   | 5    | 9    | 53   | 39   | 29  |
| 6.  | Proleter Garešnički Brestovac | 26  | 10   | 7    | 9    | 43   | 41   | 27  |
| 7.  | Slavonac Lipik                | 26  | 10   | 6    | 10   | 33   | 55   | 26  |
| 8.  | Podravec Torčec               | 26  | 11   | 3    | 12   | 58   | 47   | 25  |
| 9.  | TVIN Virovitica               | 26  | 9    | 6    | 11   | 33   | 43   | 24  |
| 10. | Graničar Đurđevac             | 26  | 9    | 4    | 13   | 30   | 37   | 22  |
| 11. | Čelik Križevci                | 26  | 8    | 4    | 14   | 34   | 54   | 20  |
| 12. | Borac Ferdinandovac           | 26  | 7    | 4    | 15   | 33   | 53   | 18  |
| 13. | Hajduk Pakrac                 | 26  | 5    | 7    | 14   | 18   | 40   | 17  |
| 14. | Fenor Nova Rača               | 26  | 4    | 7    | 15   | 43   | 64   | 15  |

## Rezultatska križaljka
| kratica | klub                          | 5MML | BOR | ČEL | DAR | FEN | GRA | HAJ | LOK | PAR | PIT | POD | PRO | SLO | TVIN |
| --- | ----------------------------- | ---- | --- | --- | --- | --- | --- | --- | --- | --- | --- | --- | --- | --- | ---- |
| 5MML | 5. maj – Mladost Ždralovi     |      |     |     |     |     |     |     |     |     |     |     |     |     |      |
| BOR | Borac Ferdinandovac           |      |     |     |     |     |     |     |     |     |     |     |     |     |      |
| ČEL | Čelik Križevci                |      |     |     |     |     |     |     |     |     |     |     |     |     |      |
| DAR | Daruvar                       |      |     |     |     |     |     |     |     |     |     |     |     |     |      |
| FEN | Fenor Nova Rača               |      |     |     |     |     |     |     |     |     |     |     |     |     |      |
| GRA | Graničar Đurđevac             |      |     |     |     |     |     |     |     |     |     |     |     |     |      |
| HAJ | Hajduk Pakrac                 |      |     |     |     |     |     |     |     |     |     |     |     |     |      |
| LOK | Lokomotiva Koprivnica         |      |     |     |     |     |     |     |     |     |     |     |     |     |      |
| PAR | Partizan Suhopolje            |      |     |     |     |     |     |     |     |     |     |     |     |     |      |
| PIT | Pitomača                      |      |     |     |     |     |     |     |     |     |     |     |     |     |      |
| POD | Podravec Torčec               |      |     |     |     |     |     |     |     |     |     |     |     |     |      |
| PRO | Proleter Garešnički Brestovac |      |     |     |     |     |     |     |     |     |     |     |     |     |      |
| SLO | Slavonac Lipik                |      |     |     |     |     |     |     |     |     |     |     |     |     |      |
| TVIN | TVIN Virovitica               |      |     |     |     |     |     |     |     |     |     |     |     |     |      |
| |                               |      |     |     |     |     |     |     |     |     |     |     |     |     |      |
| podebljan rezultat - utakmice od 1. do 13. kola (1. utakmica između klubova) rezultat normalne debljine - utakmice od 14. do 26. kola (2. utakmica između klubova) rezultat nakošen - nije vidljiv redoslijed odigravanja međusobnih utakmica iz dostupnih izvora rezultat smanjen * - iz dostupnih izvora nije uočljiv domaćin susreta prekrižen rezultat - poništena ili brisana utakmica p - utakmica prekinuta 3:0 p.f. / 0:3 p.f. - rezultat 3:0 bez borbe n.i. - nije igrano |                               |      |     |     |     |     |     |     |     |     |     |     |     |     |      |

 Izvori: